# Rutherford Hayes
Rutherford Birchard Hayes (ur. 4 października 1822 w Delaware, zm. 17 stycznia 1893 we Fremont) – amerykański polityk i prawnik, 19. prezydent USA (1877–1881).

## Młodość i edukacja
Rutherford Birchard Hayes urodził się 4 października 1822 w Delaware jako syn szkockiego sklepikarza Rutherforda Hayesa seniora i jego żony Sophie. Rutherford senior zmarł, gdy jego żona była w ciąży. Przyszły prezydent miał czworo rodzeństwa, lecz tylko on i jego siostra Fanny dożyli wieku dorosłego. Wychowaniem zajmował się jego wujek, Sardis Birchard. Hayes uczęszczał do Methodist Academy w Ohio oraz do Webb Preparatory School w Connecticut. W 1842 roku ukończył Kenyon College w Gambier, a trzy lata później nauki prawne na Uniwersytecie Harvarda i 10 marca 1845 uzyskał prawo do samodzielnej praktyki. Własną praktykę prowadził w Lower Sandusky, gdzie mieszkał do 1849 roku.

## Kariera polityczna
Hayes interesował się polityką i sprzyjał Partii Wigów, a następnie Partii Republikańskiej. W 1858 wystartował w wyborach do rady miejskiej Cincinnati i wygrał. Mimo że dbał o interesy miasta, jego partia została obarczona winą za rozpad kraju i w 1861 roku Hayes przegrał wybory.
Po wybuchu wojny secesyjnej wstąpił do wojska, gdzie otrzymał stopień majora. Brał udział m.in. w bitwach pod South Mountain, Winchester, Fisher’s Hill i Cedar Creek. Za swoją postawę został awansowany na pułkownika, a następnie generała brygady. W 1864 roku, będąc nadal w czynnej służbie wojskowej, wystartował w wyborach do Izby Reprezentantów z Ohio. Wybory wygrał i zasiadał w Izbie Niższej w latach 1865–1867. Był zdecydowanym przeciwnikiem secesji, niewolnictwa i zwolennikiem impeachmentu prezydenta Johnsona oraz rozszerzenia praw dla czarnoskórych obywateli. W 1867 roku zrezygnował z zasiadania w Kongresie, gdyż kandydował na urząd gubernatora stanu Ohio. Wygrał wybory i pełnił swoje stanowisko przez dwie kadencje, od 1868 do 1872 roku. Wówczas przegrał kolejne wybory i powrócił do Cincinnati, a następnie do Fremont. Trzy lata później ponownie został kandydatem na gubernatora Ohio, którą to funkcję sprawował po raz trzeci w latach 1876–1877. W czerwcu 1876 roku, na konwencji Partii Republikańskiej w Cincinnati, w siódmym głosowaniu otrzymał nominację prezydencką. Kandydatem na wiceprezydenta został William Wheeler. Nominatem Partii Demokratycznej na prezydenta był gubernator stanu Nowy Jork Samuel J. Tilden.
Podczas wyborów obie partie obawiały się fałszerstw z przeciwnej strony. W głosowaniu powszechnym Tilden zdobył niespełna 300 tys. głosów więcej niż Hayes, jednak wiążący był wynik głosowania Kolegium Elektorów, gdzie wymagana większość wynosiła 185 głosów. Po podliczeniu głosów z większości stanów okazało się, że Tilden uzyskał 184 głosy, podczas gdy Hayes – 166, zatem kandydatowi demokratów brakowało jednego głosu. W USA panowała zasada, że jeśli w głosowaniu powszechnym w danym stanie kandydat uzyska większość, to przejmuje 100% głosów elektorskich z tego stanu. Do zakończenia głosowania potrzebowano jeszcze głosów z Florydy, Karoliny Południowej i Luizjany, czyli stanów, sprzyjających Partii Demokratycznej. W tych stanach czarnoskórzy obywatele byli zastraszani przez Ku Klux Klan, by nie głosowali na republikanów, i musieli być eskortowani do urn przez żołnierzy federalnych. Elektorzy popierający demokratów odmówili uznania wyników wyborów i przesłali Izbie Reprezentantów własne sprawozdanie do przeliczenia głosów. Dodatkowo stwierdzili, że jeden z republikańskich elektorów z Oregonu nie miał kwalifikacji, więc żądali zastąpienia go własnym nominatem. Spór został przedstawiony w Kongresie, gdzie przewodniczący Senatu miał dokonać przeliczenia głosów. Przewodniczącym był republikanin Thomas W. Ferry, jednak większość w połączonych izbach Kongresu mieli demokraci, dlatego postanowiono powołać specjalną komisję, w skład której weszło pięciu parlamentarzystów republikańskich i pięciu demokratycznych, dwóch sędziów Sądu Najwyższego z nominacji Partii Republikańskiej i dwóch z nominacji Partii Demokratycznej. Piętnastym członkiem został niezależny sędzia Sądu Najwyższego, David Davis, który jednak przed rozpoczęciem obrad został wybrany przez demokratów do legislatury stanu Illinois. Ponieważ w składzie Sądu Najwyższego nie było więcej reprezentantów demokratów ani sędziów niezależnych, miejsce Davisa w komisji zajął republikanin Joseph P. Bradley. Kiedy na obradach połączonych izb, przeliczano głosy, komisja przegłosowała stosunkiem 8:7 kontrowersyjne głosy Luizjany, Karoliny Południowej, Florydy i Oregonu na korzyść Hayesa. Wówczas demokraci postanowili wygłaszać bardzo długie przemówienia, aby opóźnić przeliczanie głosów na tyle, by nowo wybrany prezydent nie zdołał objąć urzędu w konstytucyjnym terminie. W odpowiedzi republikanie obiecali, że Hayes poprawi stosunki z Południem i doprowadzi do jego odbudowy, a także powoła jednego demokratycznego polityka do swojego gabinetu. Obietnice te złagodziły stanowisko Partii Demokratycznej i 2 marca przewodniczący Senatu ogłosił, że Rutherford Hayes uzyskał 185 głosów elektorskich, wobec 184 głosów dla Tildena. Badacze historii amerykańskiej uznali, że Hayesowi słusznie przyznano głosy Karoliny Południowej i Luizjany, lecz niesłusznie otrzymał głosy Florydy, zatem prezydentem powinien zostać Samuel J. Tilden.

## Prezydentura
Hayes dowiedział się o zwycięstwie 3 marca 1877 roku, czyli na dzień przed terminem objęcia urzędu. Przysięgę złożył jeszcze tego samego dnia wieczorem, w Białym Domu. Do swojego gabinetu starał się powoływać fachowców – sekretarzem stanu został prawnik William Evarts, natomiast sekretarzem skarbu – ekonomista John Sherman, co rozzłościło liderów Partii Republikańskiej. Próbując ograniczyć system łupów politycznych, 22 czerwca zakazał pracownikom administracji państwowej angażowania się w kampanie wyborcze czy uczestnictwa w zjazdach partii politycznych. Kiedy dowiedział się, że dwaj poborcy ceł, Chester Arthur i Alonzo Cornell, są działaczami Partii Republikańskiej, zwrócił się do nich, by wybrali albo stanowisko, albo działalność polityczną. Wobec odmowy Hayes skierował sprawę do Senatu, który odrzucił wniosek prezydenta, a bossowie partyjni republikanów jeszcze bardziej odsunęli się od Hayesa. Chociaż prezydentowi ostatecznie udało się zastąpić Arthura i Cornella, nie udało mu się dokonać większych reform administracji państwowej.
Jedną z jego pierwszych decyzji było wycofanie wojsk z Południa, będące spełnieniem obietnicy z obrad komisji podliczającej głosy elektorów w Kongresie. Działanie to doprowadziło do objęcia tam władzy przez demokratów i dyskryminacji rasowej czarnoskórych mieszkańców przez Ku Klux Klan. Ponadto demokraci w Kongresie blokowali ustawy zakazujące dyskryminacji rasowej na Południu.
W połowie 1877 roku prezydent musiał stanąć przed problemem masowych strajków pracowników kolei. Wobec próśb gubernatorów stanów Hayes wysłał wojsko, aby opanować protestujące tłumy, co tylko zaostrzyło demonstracje, ponieważ opinia publiczna stała po stronie kolejarzy. Prezydent zastanawiał się nawet nad wprowadzeniem stanu wojennego w Pensylwanii, lecz odstąpił od tego pomysłu, a następnie odwołał żołnierzy. Między innymi te wydarzenia zapoczątkowały powstanie organizacji związkowych w Stanach Zjednoczonych, takich jak np. Międzynarodowy Związek Robotniczy utworzony w 1878 roku.
W dziedzinie polityki zagranicznej Hayes podjął inicjatywę, by mający powstać kanał międzyoceaniczny był pod wyłączną kontrolą Stanów Zjednoczonych. Jego budowę w Panamie rozpoczął Francuz Ferdinand de Lesseps, który zwrócił się do rządu amerykańskiego o wsparcie finansowe. Powołując się na doktrynę Monroego, Hayes zaprotestował przeciw kontrolowaniu kanału przez jakiekolwiek państwo europejskie. Dlatego też Izba Reprezentantów zobowiązała prezydenta do unieważnienia układu Claytona-Bulwera. Francuzi oświadczyli, że jest to prywatna inicjatywa Lessepsa i nie zamierzają w nią ingerować ani jej finansować.
W czasie kadencji Hayesa do Stanów Zjednoczonych przybyło wielu Chińczyków. Spowodowało to protesty i antyimigracyjne nastroje, zwłaszcza w zachodniej części kraju. Na gabinet i prezydenta wywierano presję, by podjął kroki w celu zmniejszenia napływu Chińczyków do Stanów Zjednoczonych, odwołując się nierzadko do rasistowskich uprzedzeń. Wówczas Kongres powołał specjalną komisję do opracowania raportu, na podstawie którego przyjęto antychińską ustawę „Fifteen Passenger Bill”. Mówiła ona, że statki amerykańskie mogą zabrać na swój pokład maksymalnie 15 obywateli chińskich. Hayes zawetował tę ustawę i wysłał do Chin specjalną delegację, na której czele stanął James Burrill Angell, rektor Uniwersytetu Michigan. Celem misji było opracowanie nowej polityki imigracyjnej obu państw. Porozumienie, zawarte 18 listopada 1880 roku, zezwalało na ograniczanie migracji chińskiej siły roboczej do USA, jednocześnie zakazując obywatelom Stanów Zjednoczonych eksportu do Chin opium.

## Emerytura i śmierć
Po zakończeniu kadencji prezydenckiej Hayes nie starał się o reelekcję i wycofał się z życia publicznego. Interesował się sprawami oświatowymi i społecznymi. Zmarł 17 stycznia 1893 we Fremont.

## Życie prywatne
Rutherford Hayes poznał swoją przyszłą żonę, córkę lekarza, Lucy Ware Webb, w Cincinnati. Ich ślub odbył się 3 grudnia 1852 roku. Para miała siedmiu synów i jedną córkę.